# Dicranocarpus parviflorus
 Dicranocarpus parviflorus  A.Gray, 1855 è una specie di piante angiosperme dicotiledoni della famiglia delle Asteraceae, sottofamiglia Asteroideae, tribù Coreopsideae e sottotribù Coreopsidinae.  Dicranocarpus parviflorus è anche l'unica specie del genere  Dicranocarpus   A.Gray, 1855.

## Etimologia
Il nome generico (Dicranocarpus) deriva dal greco "di-" (= due), "kranos" (= teschio o elmo) e "karpos" (= frutto); probabilmente fa riferimento agli acheni "a due corna". L'epiteto specifico ( parviflorus) deriva sempre dal greco "parvus" (= piccolo) e "flora" (= fiore), quindi "a fiore piccolo".
Il nome scientifico della specie è stato definito dal botanico Asa Gray (1810-1888) nella pubblicazione " Mem. Amer. Acad. ser. 2, 5(Pl. Nov. Thurb.): 322 "  del 1855. Il nome scientifico del genere è stato definito nella stessa pubblicazione.

## Descrizione
Portamento. Le specie di questa voce ha un ciclo biologico annuale con habitus erbaceo o. Sono piante senza lattice e più o meno succulente.
Fusto. La parte aerea in genere è eretta, semplice o ramosa (ramificazione dicotomica). Altezza media: 10-70 cm. Le radici sono fittonanti.
Foglie. Le foglie lungo il caule sono disposte in modo opposto e sono brevemente picciolate. Le forme delle lamine sono ovate; mentre il tipo di lamina è composta (1-2- pennatifida con segmenti lineari).
Infiorescenza. Le sinflorescenze sono formate da capolini terminali, solitari a volte annuenti. Le infiorescenze vere e proprie sono composte da un capolino peduncolato di tipo radiato sotteso da 1-3 brattee fogliacee. I capolini sono formati da un involucro, con forme da turbinate a campanulate, composto da 3-6 brattee al cui interno un ricettacolo fa da base ai fiori di due tipi: fiori del raggio e fiori del disco. Le brattee sono persistenti, sono dimorfe), hanno dimensioni scalate e sono disposte su 2-3 serie. Quelle esterne sono erbacee con forme da strettamente lanceolate a lineari, quelle più interne sono scariose. I ricettacoli, strutture alla base dei fiori, sono piani e sono provvisti di pagliette a protezione dei fiori stessi. Diametro degli involucri: 1,5-3 mm.
Fiori.  I fiori sono tetra-ciclici (formati cioè da 4 verticilli: calice – corolla – androceo – gineceo) e pentameri (calice e corolla formati da 5 elementi). Si distinguono in:
- fiori del raggio (esterni): (da 3 a 6) sono femminili, fertili e sono disposti su una o più serie; la forma è ligulata (zigomorfa); possono essere molto ridotti o convertiti in brattee;
- fiori del disco (centrali): (da 3 a 4) hanno forme brevemente tubulose (attinomorfe); sono funzionalmente staminali.

- Formula fiorale:

*/x K {\displaystyle \infty }, [C (5), A (5)], G 2 (infero), achenio 
- Calice: i sepali del calice sono ridotti ad una coroncina di squame.

- Corolla:

- fiori del raggio: la forma della corolla alla base è più o meno tubulosa-imbutiforme, mentre all'apice è ligulata; di solito sono colorate di giallo;
- fiori del disco: la forma è tubulare bruscamente divaricata in 5 lobi; i lobi, patenti o eretti, hanno una forma triangolare; il tubo è più breve della gola; il colore è giallo.

- Androceo: l'androceo è formato da 5 stami sorretti da filamenti generalmente liberi; gli stami sono connati e formano un manicotto circondante lo stilo.[12] Le appendici delle antere sono traslucide o colorate di nero. Il polline è sferico con un diametro medio di circa 25 micron;  è tricolporato (con tre aperture sia di tipo a fessura che tipo isodiametrica o poro) ed è echinato (con punte sporgenti).

- Gineceo: l'ovario è infero uniloculare formato da 2 carpelli.[12] Lo stilo nei fiori del disco è indiviso.

Frutti. I frutti sono degli acheni con pappo. La forma è ob-compressa o affusolata con costolature laterali. La superficie è pubescente o tubrcolata. Il pappo è persistente ed è formato da alcune barbe o reste divergenti o ricurve.

## Biologia
Impollinazione: l'impollinazione avviene tramite insetti (impollinazione entomogama tramite farfalle diurne e notturne).

Riproduzione: la fecondazione avviene fondamentalmente tramite l'impollinazione dei fiori (vedi sopra).

Dispersione: i semi (gli acheni) cadendo a terra sono successivamente dispersi soprattutto da insetti tipo formiche (disseminazione mirmecoria). In questo tipo di piante avviene anche un altro tipo di dispersione: zoocoria. Infatti gli uncini delle brattee dell'involucro (se presenti) si agganciano ai peli degli animali di passaggio disperdendo così anche su lunghe distanze i semi della pianta. Inoltre per merito del pappo (se presente) il vento può trasportare i semi anche a distanza di alcuni chilometri (disseminazione anemocora).

## Distribuzione e habitat
La specie di questa voce è distribuita in Messico del nord-est, New Mexico e Texas.

## Sistematica
La famiglia di appartenenza di questa voce (Asteraceae o Compositae, nomen conservandum) probabilmente originaria del Sud America, è la più numerosa del mondo vegetale, comprende oltre 23.000 specie distribuite su 1.535 generi, oppure 22.750 specie e 1.530 generi secondo altre fonti (una delle checklist più aggiornata elenca fino a 1.679 generi). La famiglia attualmente (2021) è divisa in 16 sottofamiglie; la sottofamiglia Asteroideae è una di queste e rappresenta l'evoluzione più recente di tutta la famiglia.

### Filogenesi
Il gruppo di questa voce è descritto nella sottotribù Coreopsidinae caratterizzata da capolini sotteso da una (o più) brattee fogliacee, da foglie con una disposizione opposta e da bracci dello stilo più corti dell'area stigmatica.
I caratteri distintivi della specie  Dicranocarpus parviflorus sono:
- i fiori del disco sono 3-4;
- i lembi dei fiori del raggio sono molto ridotti;
- il pappo è formato da alcune reste ampiamente divergenti.

Il numero cromosomico delle specie di questo genere è: 2n = 20.

### Sinonimi
Sono elencati alcuni sinonimi per questa entità:
- Dicranocarpus dicranocarpus Wooton & Standl.
- Heterosperma dicranocarpum  A.Gray
- Wootonia parviflora  Greene